# Anthrax candidapex
Anthrax candidapex är en tvåvingeart som först beskrevs av Austen 1937.  Anthrax candidapex ingår i släktet Anthrax och familjen svävflugor. Inga underarter finns listade i Catalogue of Life.